# Jean Sincere
Jean Sincere est une actrice américaine née le 16 août 1919 à Mount Vernon dans l'État de New York et décédée le 3 avril 2013 à Los Angeles en Californie.

## Filmographie

### Cinéma
- 1977 : A Little Night Music : la femme à la billetterie du théâtre
- 1987 : Roxanne : Nina
- 1988 : Danger haute tension : Ruby
- 2004 : Les Indestructibles : Mme Hogenson

### Télévision
- 1949 : The Philco Television Playhouse (1 épisode)
- 1950-1951 : Lux Video Theatre (en) : plusieurs personnages (3 épisodes)
- 1985 : Le Couteau sur la nuque : Ellis, la femme de chambre
- 1985-1987 : Drôle de vie : Dorothy Newell et Mme Solomon (2 épisodes)
- 1986 : Cagney et Lacey : Juge Stenborg (1 épisode)
- 1987 : Hôpital St Elsewhere : Mme Woolson (1 épisode)
- 1988 : Scandal in a Small Town : Etta Wethli
- 1989 : It's Garry Shandling's Show : une personne du public (1 épisode)
- 1989 : Alien Nation : Granny (1 épisode)
- 1990 : Madame est servie : Mme Albrecht (1 épisode)
- 1990 : Dallas : la room service (1 épisode)
- 1992 : Murphy Brown : Louise (1 épisode)
- 1992 : Les Années coup de cœur : l'infirmière (1 épisode)
- 1993 : Le Rebelle : Mildred (1 épisode)
- 1994 : La maison en folie : Eileen (1 épisode)
- 1994 : La Vie à cinq : la vieille dame (1 épisode)
- 1994 : Loïs et Clark : Les Nouvelles Aventures de Superman : la femme paniquée (1 épisode)
- 1995 : Les Frères Wayans : la dame aux crevettes (1 épisode)
- 1996 : 7 à la maison : la dame de la cafétéria (1 épisode)
- 1997 : Le Drew Carey Show : la vieille dame (1 épisode)
- 1997 : Le Caméléon : Gladys (1 épisode)
- 1999 : Tout le monde aime Raymond : une veuve (1 épisode)
- 1999 : Urgences : Gladys (1 épisode)
- 2000 : Beyond Belief: Science, Religion, Reason and Survival : Emmaline (1 épisode)
- 2000 : La Vie avant tout : Edith
- 2002 : Malcolm : la vieille dame (1 épisode)
- 2002 : Ally McBeal : Mary Ellen (1 épisode)
- 2003 : Division d'élite : la femme au cimetière (1 épisode)
- 2003 : Frasier : Daphne âgée (1 épisode)
- 2003 : Les Parker : une femme (1 épisode)
- 2003 : It's All Relative : Tante Eileen (1 épisode)
- 2005 : Invasion : Mme Lowell (1 épisode)
- 2007 : Private Practice : Gloria Walker (1 épisode)
- 2009 : Un regard sur le passé : Mary Ann
- 2010-2011 : Glee : l'ancienne libraire (3 épisodes)
- 2012 : iCarly : Gloria (1 épisode)

### Jeu vidéo
- 2004 : Les Indestructibles : Mme Hogenson